# 세비지 그레이스
세비지 그레이스(영어: Savage Grace)는 톰 칼린이 감독하고 하워드 A. 로드맨이 각본을 썼으며, 나탈리 로빈과 스티븐 M.L. 애런슨의 동명의 소설을 원작으로 한 2007년에 공개된 영화이다. 이 영화는 1940년대부터 1970년대까지 미국 한 명문가의 비극적인 실화를 토대로, 매혹적인 여성 '바바라'와 '브룩스'의 불안정한 결혼 생활과 정신분열증으로 고통받는 아들 '안토니'와의 비정상적인 유대 관계 등을 그렸다. 줄리안 무어, 스테펀 딜런, 에디 레드메인, 엘레나 아나야와 휴 댄시가 출연했다.
2007년 런던 영화제에서 오피셜 셀렉션 부분에 초청 되었고, 2007년 선댄스 영화제와 2007년 칸 국제영화제에서 상영 되었다. 2008년 미국 인디펜던트 스피릿 어워즈(독립 영화상) 최우수 각본상에 후보 지명되었다. 대한민국에는 제12회 부천 국제영화제와 제9회 메가박스 유럽영화제를 통해 첫 상영 되었다.

## 줄거리
재벌과 결혼해 오랜 시간 꿈꾸던 부와 명예를 한꺼번에 얻게 된 '바바라'(줄리안 무어). 모든 것을 누린 듯 보이지만 자신을 조롱거리로 여기는 상류층 사람들과 계속되는 남편 '브룩스'(스테펀 딜런)의 무관심으로 인해 그녀의 삶은 독한 술과 위험한 정사로 채워진다. 바바라는 부서질 듯 불안한 정서를 가진 아들 '안토니'(에디 레드메인)와 연민을 느끼며 정상적인 모자관계 이상의 친밀한 유대감을 갖는다.

## 배역
- 줄리안 무어 - 바바라 베이클랜드 역
- 스테펀 딜런 - 브룩스 베이클랜드 역
- 에디 레드메인 - 안토니 베이클랜드 역
- 엘레나 아나야
- 유나 유가데
- 벨렌 루에다 - 필라 듀란 역
- 휴 댄시
- 앤 리드 - 니니 데일리 역
- 마틴 휴버 - 애쉬윈 리프 역
- 미니 막스 - 밀지 반 덴 휴벨스 역
- 짐 아놀드 - 주스트 반 델 휴벨스 역
- 맵피 갤란 - 사이몬 립프 역
- 바니 클락 - 12세의 토니 역
- 아벨 포크 - 칼로스 듀란 역